# Stutterer
Stutterer è un cortometraggio britannico del 2015 scritto e diretto da Benjamin Cleary.
Ha vinto l'Oscar al miglior cortometraggio ai Premi Oscar 2016.